# Gare de Berlin Wollankstraße
La gare de Berlin Wollankstraße (en allemand : Bahnhof Berlin Wollankstraße) est une gare ferroviaire allemande, située dans le quartier de Pankow à Berlin.

## Histoire
La station ouvre en 1877 sur la ligne de Berlin à Stralsund sous le nom de Prinzenallee et un arrêt sur demande.
Après la construction de la ligne en 1903, l'entrée principale est déplacée à l'angle de Sternstraße et Wollankstraße, mais l'accès depuis Sternstraße est préservé. L'électrification a lieu le 5 juin 1925. Le 3 octobre 1937, la station prend le nom de Wollankstraße.
En raison des dégâts de la guerre, la station est fermée d'avril à juin 1945, l'électricité reprend le 19 juillet 1945.
En raison de son emplacement, la station après la construction du mur de Berlin a une caractéristique particulière : la station est gérée par le secteur occidental alors qu'il se trouve dans le territoire oriental. Il y a une sortie ouverte vers le secteur occidental directement sur la frontière et peut donc être utilisé sans contrôle depuis la partie occidentale. Le mur est juste à l'est de la gare, ses accès à Berlin-Est sont bloqués. La gare offre d'abord une vue dans les appartements de Berlin-Est, plus tard sur la « corde de la mort ». En 1962, après un abaissement de la surface de la plate-forme, un tunnel d'évasion est découvert, creusé par le viaduc du S-Bahn venant de l'ouest, le tunnel de la Wollankstraße.
En 1984, la gestion est confiée à la BVG qui arrête la liaison avec Frohnau en janvier. En raison de la protestation des habitants, le trafic reprend en octobre 1984 après que la gestion revienne au secteur oriental.
Les ponts de la voie au-dessus des rues connaissent une grande rénovation entre 2015 et 2017.

## Service des voyageurs

### Intermodalité
La station est en correspondance avec les lignes d'omnibus 250, 255 et M27 de la Berliner Verkehrsbetriebe.